# Kung Philips krig
Kung Philips krig (engelska: King Philip's War) var det första indiankriget i det moderna USA. Det ägde rum mellan 1675 och 1678. Wampanoagerna hade vänliga kontakter med invånarna i Plymouth under hövdingen Massasoit. När Massasoit dog fick hans son King Philip hövdingaposten och då hade de vita byborna glömt bort vänligheten och försökte kristna indianerna med våld. Då reagerade King Philip med att attackera en liten by, och kriget var igång.
Många andra stammar reste sig på andra håll och hjälpte indirekt kung Philip. Totalt blev 52 byar attackerade och 16 jämnade med marken. Det gick hårt åt New England.